# Peltiera nitida
Peltiera nitida är en ärtväxtart som beskrevs av Du Puy och Jean-Noël Labat. Peltiera nitida ingår i släktet Peltiera och familjen ärtväxter. Inga underarter finns listade i Catalogue of Life.